# Poesis
Grupul folk Poesis s-a format în anul 1977 la Constanța, fiind alcătuit inițial din Eugen Baboi, Marius Bațu și Dicran Asarian. Ulterior, Dicran Asarian a părăsit grupul pentru a lucra la teatrul de marionete din Constanța. 
La sugestia lui Nicu Alifantis, Poesis se alătură în 1982 Cenaclului Flacăra, unde vor rămâne până în 1985, anul desființării Cenaclului. 
Între anii 1985 - 1994, Poesis își întrerupe temporar activitatea, Marius Bațu emigrând în Germania și, apoi, în Canada, unde activează ca muzician profesionist. Grupul se reunește în 1994, iar în 1996 apare primul album de studio Poesis, Cântec șoptit. La scurt timp după lansarea albumului, Eugen Baboi se stabilește în Canada, unde lucrează ca inginer geolog și compune muzică de film și de televiziune. 
În noiembrie 2007, la 30 de ani de la apariția grupului, apare Babilon, cel de-al doilea album Poesis, editat de A&A Records. Albumul este înregistrat parțial în România (în studioul Real Sound Studio al lui Victor Panfilov) și parțial în Canada (Joli Fou Recordings, Calgary). La el au contribuit Alexandru Andrieș, Mugurel Vrabete și Victor Panfilov. 
La edițiile din 2008 și 2009 Poesis este prezent la festivalul din Vama Veche, iar în aprilie 2009 cântă pentru comunitatea românească din Canada, alături de Mircea Vintilă. 
Pe 18 aprilie 2012 Poesis susține un concert special, la Teatrul Excelsior din Capitală, care marchează lansarea celui de-al treilea disc, Creanga de aur.

## Legături externe
- en POESIS - Ce sa-ti aduc iubito de pe mare YouTube
- Despre muzica si poezie, cu un fiu ratacitor al folk-ului: Eugen Baboi (POESIS), formula-as.ro